# Dance Flick
Dance Flick (prt: Marados da Dança; bra: Bobeou Dançou ou Ela Dança com Meu Ganso) é um filme estadunidense de 2009, dos gêneros comédia musical e sátira, dirigido e produzido por membros da família Wayans, os mesmos criadores da fraquia Todo Mundo em Pânico. Este filme é estrelado por Shoshana Bush e Damon Wayans, Jr. e satiriza filmes de dança.

## Sinopse
Os doces e inocentes sonhos de bailarina da suburbana Megan são despedaçados quando ela é obrigada a frequentar um colégio de periferia, onde conhece Thomas, um jovem dançarino de hip-hop, que está do lado errado da pista, envolvido com a gangue de Sugar Bear. Com uma nova turma de amigos, será que essa garota suburbana, sem nenhum "crédito" urbano, vai conseguir se impor e realizar seus sonhos? Vai ser o maior dos desafios e também dos filmes de dança!

## Elenco
- Shoshana Bush como  Megan White
- Damon Wayans, Jr. como Thomas Uncles
- Essence Atkins como Charity Uncles
- Affion Crockett como A-Con
- Shawn Wayans como "Pai do Bebê" (Pai da Charity)
- Amy Sedaris como  Senhorita Valgina
- David Alan Grier como Sugar Bear
- Chelsea Makela como Tracy Transfat
- Brennan Hillard como Jack
- Chris Elliott como  Ron White (Pai da Megan)
- Lochlyn Munro como Treinador (Pai do Jack)
- Christina Murphy como Nora
- Marlon Wayans como Senhor Moody
- Kim Wayans como Senhor Dontwannabebothered
- Keenen Ivory Wayans como Mr. Stache
- Craig Wayans como  Truck
- Ross Thomas como Tyler Gage
- George O. Gore II como Ray Charles
- Tichina Arnold como Aretha Robinson (Mãe de Ray)
- Lauren Bowles como Glynn White (Mãe da Megan)
- Sufe Bradshaw como Keloid
- Andrew McFarlane como D
- Casey Lee como policial disfarçado
- Chaunté Wayans como pedestre

## Trilha sonora
- Drop" - Timbaland feat. Fatman Scoop
- "Forever" - Chris Brown
- "Set It Off" - Kardinal Offishall feat. The Clipse
- "Super Freak" - Rick James
- "Fame" - Irene Cara
- "Swing Ya Rag" - T.I. feat. Swizz Beatz
- "Maniac" - Michael Sembello
- "And I Am Telling You I'm Not Going" - Jennifer Hudson
- "The Way I Are" - Timbaland feat. Keri Hilson
- "Shawty Get Loose" - Lil Mama feat. Chris Brown e T-Pain
- "Shake" - Ying Yang Twins feat. Pitbull
- "Turnin Me On" - Keri Hilson feat. Lil Wayne
- "Hollywood Swinging" - Kool & The Gang feat. Jamiroquai

## Recepção
No fim de semana de estreia (22 a 24 de maio), o filme ficou em 5º lugar no top 10, com US$ 10 643 536 em 2 450 cinemas.